# Вілле Нійністьо
Вілле Нійністьо (фін. Ville Matti Niinistö Ville Matti Niinistö; нар. 30 липня 1976, Турку, Фінляндія) — фінський політик від партії «Зелений союз». Депутат Європейського парламенту з 2 липня 2019. У минулому — депутат фінського парламенту (едускунти) (з 21 березня 2007 по 16 квітня 2019), голова партії «Зелений союз» (з 2011 по червень 2017), міністр охорони навколишнього середовища (2011–2014) в кабінеті Катайнена і кабінеті Стубба. Племінник президента Фінляндії Саулі Нійністьо.

## Життєпис
Народився 30 липня 1976 в Турку (Фінляндія).
11 червня 2011 на з'їзді партії «Зелений союз» в Куопіо Нійністьо був обраний її новим очільником замість Анни Сіннем'які. За словами Сіннем'які, такий результат голосування частково зумовлений поразкою партії на останніх парламентських виборах.
22 червня 2011 призначений міністром охорони навколишнього середовища в кабінеті уряду Катайнена.
На партійних з'їздах 2012 і 2013 переобраний головою партії.
У виборах голови партії у 2017 не брав участі.
17 червня 2017 на посаді голови його змінив Тоуко Аалто, 33-річний депутат парламенту (едускунти) з Ювяскюля.
На виборах до Європейського парламенту у Фінляндії 26 травня 2019 року обраний депутатом.

## Родина
- Дружина — Марія Веттерстранд (Maria Wetterstrand; нар. 2 жовтня 1973, Еськільстуна, Швеція). У шлюбі з 2004. У серпні 2013 за використання зареєстрованого у Швеції автомобіля своєї дружини Нійністьо змушений був заплатити в Фінляндії великий штраф[5].